# 达玛沟佛寺遗址
达玛沟佛寺遗址位于中华人民共和国新疆维吾尔自治区和田地区策勒县，由托普鲁克墩1号佛寺、托普鲁克墩2号佛寺、托普鲁克墩3号佛寺组成。其中托普鲁克墩1号佛寺是已发现最小的中古时期佛寺，始建于6至7世纪，为于阗国佛教遗迹。托普鲁克墩2号佛寺、托普鲁克墩3号佛寺时代可能为8世纪，佛寺可能是吐蕃人留下的遗迹。达玛沟佛寺遗址毁于喀喇汗王朝吞并于阗国，于阗改信伊斯兰教时。
2013年，达玛沟佛寺遗址列为全国重点文物保护单位。

## 地理地望
达玛沟佛寺遗址行政区划上位于中华人民共和国新疆维吾尔自治区和田地区策勒县达玛沟乡乌喀里喀什村，现建有“达玛沟佛教文化遗址”园区，向西距策勒县城30千米，西北距离达玛沟乡人民政府约5千米，北侧4千米处为315国道。地理上，达玛沟佛寺遗址位于塔克拉玛干沙漠南缘，昆仑山脉北麓的一处名为托普鲁克墩的荒漠地带，附近有达玛沟水系，分布着芦苇、骆驼刺、红柳等植物。达玛沟水系沿岸一百公里的范围内分布有丹丹乌里克等超过20处汉至唐时期的佛教遗址，不过这些佛教遗址大多分布于达玛沟达玛沟绿洲及以以北地区，而达玛沟佛寺遗址位于达玛沟水系南部地区，即上游。

## 佛寺历史
托普鲁克墩1号佛寺内佛像造像年代据风格及放射性碳定年法，确定为约6至7世纪，于阗国时期。壁画时代与佛像造像年代基本一致，与丹丹乌里克遗址年代部分重合。托普鲁克墩2号佛寺始建时间并不确定，可能为8世纪，布局和壁画特点与丹丹乌里克遗址相近。出土文物具有藏传佛教后弘期初始阶段的特点。托普鲁克墩3号佛寺与2号佛寺距离仅5米，并有土基道路相接，可能二者本为一体，可能同时建成。吐蕃7世纪下半叶开始进入于阗，并在8世纪下半叶全境占领。866年，于阗脱离吐蕃控制，但吐蕃文化得以留存。2号佛寺与3号佛寺反应的是吐蕃时期，于阗佛教发展的情况，可能是占领于阗时期的吐蕃人留下的遗迹，也可能是朗达玛灭佛后逃入于阗的吐蕃僧徒留下的遗迹。
喀喇汗王朝宣布伊斯兰教为国教后一年（961年），向佛教国于阗宣战。经过20余年的战争，于阗战败。于阗国境内佛寺被毁，僧徒或死或逃。达玛沟佛寺遗址便毁于此时。托普鲁克墩3号佛寺遭弃后，其西侧房墙被利用作为房屋、畜圈。

## 规模形制

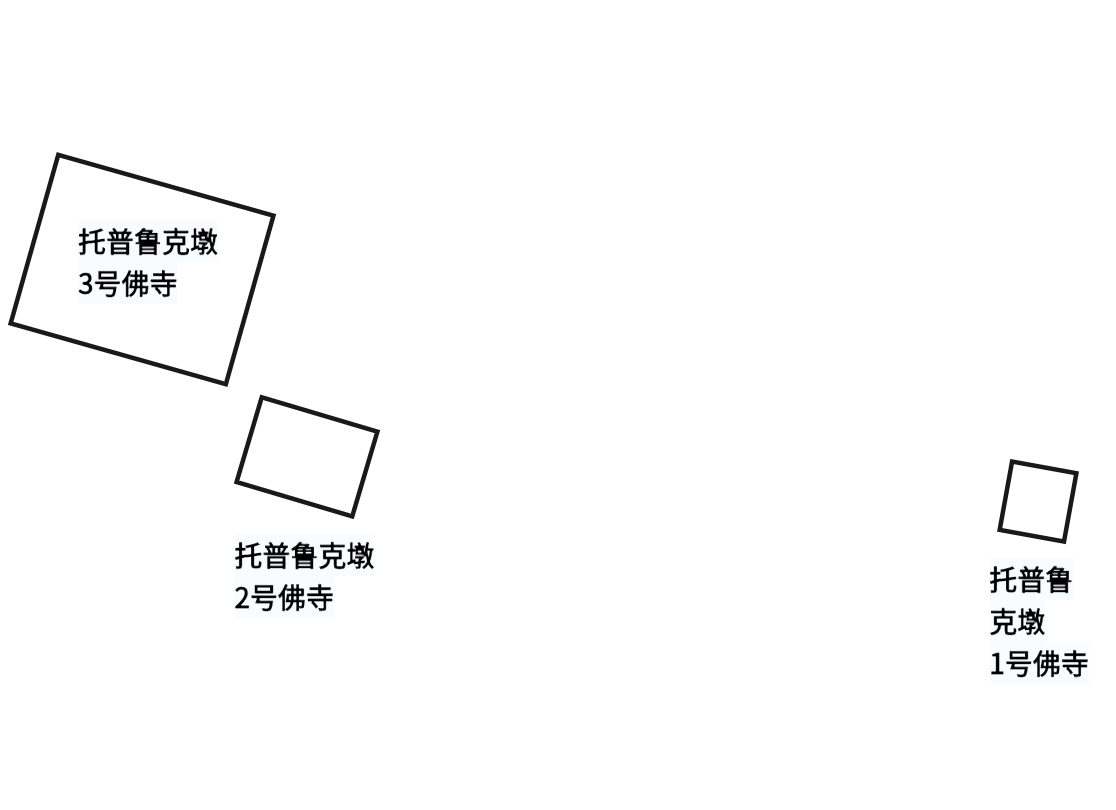
达玛沟佛寺遗址布局示意图

达玛沟佛寺遗址是由托普鲁克墩1号佛寺、托普鲁克墩2号佛寺、托普鲁克墩3号佛寺组成的完整佛教寺院建筑群。其建筑形式是塔克拉玛干沙漠地区已发现佛寺中最多、最为完整的。

### 托普鲁克墩1号佛寺
托普鲁克墩1号佛寺是已发现最小的中古时期佛寺，也是分布在塔克拉玛干沙漠的佛寺遗址中保存最为完好的佛堂式佛寺。发现时，拥有塔克拉玛干沙漠佛寺中保存最大的壁画遗迹。佛寺整体坐北朝南，北偏东5°。平面呈方形，东西1.7米，南北2米。佛像与像座与北侧墙壁相贴，门位于南侧墙壁中央。佛寺墙壁为木骨泥质，上部不存，最高不足1.4米。四面残壁存有佛教主题的彩绘壁画。自此出土有壁画残块、建筑构件等。
佛寺内佛像为坐佛，坐于覆莲台上。残高不足1.5米，肩部以上不存。其背光、袈裟、衣纹走势为犍陀罗雕塑风格，其肩、胸、腰、通肩式衣服、湿衣贴身等特点则与笈多佛教雕塑艺术相关，与塔吉克斯坦博赫塔尔阿迪吉纳遗址出土文物接近。由覆莲台和束腰须弥座组成的佛座小于佛像，为西域佛教艺术风格。人物体态具有中、晚唐时期的壁画的特点，圆润丰满。南墙西壁的毗沙门天王壁画所穿服饰样式、大耳钏与丹丹乌里克遗址出土的“波斯僧”木板画上人物服饰样式、大耳钏相同。

### 托普鲁克墩2号佛寺
托普鲁克墩2号佛寺位于托普鲁克墩1号佛寺西侧70米处，发掘前有盗挖的痕迹。发现时是和田地区结构最复杂的回廊像殿。佛寺坐西朝东，东西不足15米，南北已知至少15米半，已发掘中心殿堂部分，东北、东南、西北存有尚未揭露的附属建筑。佛寺位于内部土坯砌筑，外部为泥土，表面涂抹草拌泥的方形基础之上。佛寺存有东门和北门，其中东门为主要大门。佛寺与丝绸之路南缘地区的其他佛寺类似，采用“回”字布局。佛堂东、北两侧各有长方形的侧堂，东侧侧堂（前堂）北部可通向另一殿堂，其东侧还有一门厅，侧堂、门厅均有若干处长方形像座遗迹。“回”字佛堂外东侧、南侧、西侧为回廊。“回”字佛堂内，中心有方形像座，像座上部基本毁坏，中心部分存有一段雕像支柱。佛堂四角有四分之一圆形的像座遗迹。
佛寺破坏较严重，仅少量壁画得以保留。保留的壁画有中心像座东壁的壁画，内容是左手外翻放在左腿上，右手上举胸间，似握法器，盘腿而坐的坐像。回廊的壁画题材为千佛。出土文物包括柱刹、土擦擦、泥塑残块、壁画残块、开元通宝等钱币、木板画等。

### 托普鲁克墩3号佛寺
托普鲁克墩3号佛寺位于托普鲁克墩2号佛寺西北约5米处，与1号佛寺、2号佛寺属同一大型寺院，用于起居、学习、论经。佛寺布局颇有地方风格，广场式的庭院、僧房与塔克拉玛干沙漠地区现代建筑“阿依旺”庭院类似。佛寺院落坐落在红烧沙土垒积的地基上。遗址墙体以草拌泥结构为主，部分墙体有墓主支撑。平面呈凹字形，东西约26米，南北24米。庭院东侧有院墙，外有土台。东侧院墙开有门，门外有面向2号佛寺、3号佛寺之间广场的台阶、门槛。院落外东南角处有通向2号佛寺的土基道路。院墙内为长约13米，宽约8米的庭院。庭院北侧、西侧、南侧为廊道。庭院南院墙东端、北院墙东端、西院墙西南角开有通往廊道的门。北廊道西侧开有向外的门。
廊道的西侧为南北排列的四开间房屋，南端第一间平面呈9米×7米的长方形，与廊道相连的门设于东南角。南侧墙壁中部存有壁炉遗迹，是面积最大的房间，或为伙房、餐厅。南端第二间紧挨第一间，平面呈近7米×4米余的长方形，西北角存与第三间相连的门。南侧墙壁和西侧墙壁处有两个连接的半圆形区域，细土埂围成，或为床榻。第三间长近7米，宽2米余。东侧墙壁中部有通往廊道的门，西侧城墙破坏严重。第四间破患严重，长近7米，宽5米余，西侧墙壁、北侧墙壁仅存地面痕迹，或用于主持起居或储物。
佛寺西侧廊道等地出土超过60块，总计近50平方米的壁画残块。内容包括汉装供养人像、旌旗人物等，也包括古藏文、于阗文题记。

## 雕塑壁画
除主尊佛像外，自托普鲁克墩1号佛寺出土的佛像残块包括两尊泥塑佛像头像和一件人物头像，托普鲁克墩2号佛寺遗址出土有3件泥塑佛像头像。其中从2号佛寺遗址侧堂出土的护法泥塑头像保存较好。螺髻、双目、鼻、口皆完整，唯耳部缺失。形象方面，自达玛沟佛寺遗址出土的佛像既有佛像雕塑程式化的特点，也保留于阗地区地域化特征。艺术风格与造型手法方面，自达玛沟佛寺遗址出土的佛像既具有地域特色，如具有于阗地域特色的呈圆形旋转赭红色螺髻造型；也加强装饰手法，如2号佛寺主尊塑像面部红、白等彩绘手法的运用。
达玛沟佛寺遗址壁画的艺术风格主要受到犍陀罗文化与中原文化的影响。如托普鲁克墩1号佛寺壁画人物包括毗沙门天王、吉祥天女等受到犍陀罗艺术风格的影响。而托普鲁克墩3号佛寺中身穿唐朝长安土红底黑色团花翻领服饰，头戴黑色幞头的“汉装供养人像”等则受到中原文化的影响。达玛沟佛寺遗址壁画具有于阗画派的特征，包括"屈铁盘丝"式线条和使用模拟浮雕的凹凸染法等。也存在受波斯、粟特祆教艺术影响的壁画。壁画所用颜料皆为矿物颜料，包括青金石（蓝色）、氯铜矿（绿色）、石膏（白色）、朱砂（红色）、铁红（褐色）、铁黄（赭黄色）等。

## 发掘保护

### 考古发掘
2000年3月，当地牧羊人在托普鲁克墩一带采集红柳根柴时，无意发现一尊佛像，并挖掘佛像。此举对佛寺造成破坏，也引起达玛沟乡人民政府的注意。于是乡政府向和田地区文物管理所报告此事。和田地区文物管理所的工作人员实地勘察后，在佛寺遗址处修建保护棚。2002年9月至10月，中国社会科学院考古研究所新疆队与田地区文物管理所联合抢救发掘佛寺遗址，并命名其为托普鲁克墩1号佛寺遗址。对托普鲁克墩1号佛寺遗址的发掘工作结束后，考古工作人员在托普鲁克墩一带继续调查。
工作人员在托普鲁克墩1号佛寺附近发现一处散布陶片、木板画残片的佛寺遗址，于是将其命名为托普鲁克墩2号佛寺。2006年5月至10月，中国社会科学院考古研究所新疆队发掘托普鲁克墩2号佛寺。2010年，在托普鲁克墩2号佛寺西侧出土零星壁画，并将此处遗址命名为托普鲁克墩3号佛寺。于是在5月至6月，中国社会科学院考古研究所新疆队发掘此处遗址。

### 保护措施
2005年，新疆维吾尔自治区文物局启动丝绸之路大遗址保护项目，其中包括建立托普鲁克墩1号佛寺遗址博物馆。博物馆由新疆建筑设计研究院设计。2007年，博物馆以“达玛沟佛教遗址博物馆”之名开馆，该博物馆为新疆首座遗址博物馆和首座壁画专题陈列博物馆。达玛沟佛教遗址博物馆为一层建筑，建筑面积近355平方米，其中陈列室面积约230平方米。达玛沟佛教遗址博物馆建筑外观四面墙体为坡度近73°的斜坡，外墙分为三层，其中下两层有女儿墙，第三层为穹窿顶。建筑左右两侧各开有五个窗户，按弧线排列。达玛沟佛教遗址博物馆展出有托普鲁克墩1号佛寺、2号佛寺、喀拉墩1号佛寺出土文物。
随着发掘工作的进行，也开始壁画等文物的修复工作。新疆文物古迹保护中心在达玛沟佛教遗址博物馆开馆前，修复即将展陈的壁画。比如，2010年，国家文物局等单位举办“馆藏壁画保护修复业务培训班”，除了理论知识学习和观实践外，也调查策勒县馆藏壁画现状并开展现场修复时间工作，其中包括出土自达玛沟佛寺遗址的托普鲁克墩2号佛寺壁画。
保护名录方面，2013年，达玛沟佛寺遗址被中华人民共和国国务院列为第七批全国重点文物保护单位的古遗址。